# Powszechne Towarzystwo Emerytalne
Powszechne Towarzystwo Emerytalne (kurz: PTE, deutsch etwa Allgemeine Pensionsgesellschaft) bezeichnet private Rentenversicherer in Polen.
Ihre Aufgabe besteht in der Errichtung und (entgeltlichen) Verwaltung von Pensionsfonds sowie deren Vertretung gegenüber Dritten.:Art. 29

## Tätigkeitsfeld
Jedes PTE verwaltet höchstens einen offenen Pensionsfonds (polnisch Otwarty Fundusz Emerytalny, kurz OFE) und kann darüber hinaus einen oder (unter bestimmten Voraussetzungen) mehrere freiwillige Pensionsfonds (Dobrowolny Fundusz Emerytalny) verwalten.:Art. 29

## Aufbau und Grundlagen
Die Rechtsgrundlage für ihre Errichtung ist das Gesetz zur Organisation und Funktionsweise von Rentenversicherungsfonds (polnisch Ustawa o organizacji i funkcjonowaniu funduszy emerytalnych). Die Errichtung ist genehmigungspflichtig.:Art. 53
Die Firma muss zwingend die Bezeichnung powszechne towarzystwo emerytalne enthalten.:Art. 28 Als Rechtsform ist die Spółka Akcyjna vorgeschrieben.:Art. 27 Es gelten weitere Bestimmungen, die über jene der einfachen Aktiengesellschaft hinausgehen. So kann bspw. das Grundkapital der Gesellschaft nicht im Rahmen einer öffentlichen Emission eingesammelt werden. Zudem müssen alle Aktien Namensaktien sein (auch eine spätere Umwandlung in Inhaberaktien ist ausgeschlossen).:Art. 30
Auch Aktien mit Mehrstimmrecht sind nicht gestattet.:Art. 30
Das Grundkapital beträgt mindestens den zum offiziellen Zentralbank-Kurs in Złoty umgerechneten Gegenwert von 5 Millionen Euro; hierbei sind nur Bareinlagen zulässig.:Art. 31,32
Die Gesellschaft hat zudem dafür Sorge zu tragen, dass ihr Eigenkapital zu keinem Zeitpunkt unter die Hälfte des minimalen Grundkapitals fällt.:Art. 33 Kapitalerhöhungen und Kapitalherabsetzungen sind durch die zuständige Aufsichtsbehörde genehmigungspflichtig.:Art. 38

### Organe
Die Organe der Gesellschaft sind, analog zur Aktiengesellschaft, der aus mindestens drei Personen bestehende Vorstand, der Aufsichtsrat sowie die Hauptversammlung.:Art. 39
Für Vorstandsmitglieder gelten besondere rechtliche Voraussetzungen: Sie müssen unter anderem einen höheren Bildungsabschluss vorweisen sowie mindestens sieben Jahre Arbeitserfahrung haben. Sie dürfen nicht rechtskräftig wegen Vermögens-, Urkunds-, Geldfälschungs- oder Wertpapierdelikten oder Wirtschaftsverbrechen verurteilt worden sein. Mindestens zwei Vorstandsmitglieder (darunter der Vorsitzende) müssen die polnische Sprache beherrschen; zudem muss mindestens ein Drittel der Vorstandsmitglieder über einen juristischen oder (betriebs-)wirtschaftlichen Studienabschluss verfügen oder eine Zulassung als Anlageberater aufweisen.:Art. 41 Ähnliche Auflagen bestehen für die Mitglieder des Aufsichtsrats.:Art. 44
Alle Vorstandsmitglieder müssen ihre Einnahmen- und Vermögenssituation jährlich gegenüber der zuständigen Aufsichtsbehörde offenlegen.:Art. 41a
Vorstandsmitglieder dürfen nicht zugleich als Vorstand oder Aufsichtsrat bestimmter anderer Gesellschaften tätig sein, etwa für Aktionäre der Gesellschaft, andere PTEs, Stellen, die mit der Verwahrung der Vermögenswerte eines Pensions- oder Investmentfonds betraut sind, Versicherer, Banken und Makler.:Art. 42

### Rechtsstellung gegenüber den verwalteten Fonds und Dritten
Die verwalteten Pensionsfonds stellen jeweils eigenständige Rechtssubjekte dar.
Die Aktionäre (einschl. verbundener Unternehmen) eines PTE dürfen nicht zeitgleich auch an anderen PTEs beteiligt sein (Ausnahmen sind lediglich übergangsweise während der Fusion zweier PTEs möglich).:Art. 37
Das PTE haftet gegenüber den von ihm verwalteten Fonds für alle etwaigen Schäden, die aus der Nichterfüllung oder unsachgemäßen Erfüllung der dem PTE übertragenen Verpflichtungen resultieren. Ausgenommen sind dabei Schäden, die aus Umständen resultieren, für die das PTE nicht verantwortlich ist und die es selbst bei höchster Sorgfalt nicht hätte verhindern können. In diesem Fall haftet ein (durch den Krajowy Depozyt Papierów Wartościowych verwalteter) Sicherungsfonds.:Art. 48

### Beschränkungen der Investitionstätigkeit
PTEs dürfen keine Aktien oder sonstigen Beteiligungen an ausländischen Unternehmen halten und dürfen sich nicht an Unternehmen ohne eigene Rechtspersönlichkeit beteiligen. Ebenso sind die Finanzierungsmöglichkeiten rechtlich beschränkt: Die Aufnahme von Fremdkapital (Aufnahme von Krediten, Emission von Anleihen usw.) ist nur dann zulässig, wenn dieses insgesamt die Höhe von 20 Prozent des Eigenkapitals des Unternehmens nicht übersteigt. Ausnahmen bestehen für Wertpapiere, die von der Nationalbank oder der Bank Gospodarstwa Krajowego begeben wurden – einer staatlichen Förderbank, die mit der deutschen Kreditanstalt für Wiederaufbau vergleichbar ist.:Art. 50

### Aufbewahrungsfristen
Für verwaltete Fonds betreffende Dokumente von PTEs gelten besondere Aufbewahrungsfristen: Solche Dokumente sind für mindestens 50 Jahre aufzubewahren. Wird der verwaltete Fonds aufgelöst, so existieren Übergangsregelungen, die andere Aufbewahrungsverantwortlichkeiten festlegen, sodass die Einhaltung der Mindestdauer gewährleistet bleibt.:Art. 51

## Sonderform Pracownicze Towarzystwo Emerytalne
Als Pracownicze Towarzystwo Emerytalne (deutsch etwa Arbeitnehmer-Pensionsgesellschaft) wird eine Sonderform bezeichnet. Hierbei darf im Gesgensatz zum Powszechne Towarszystwo Emerytalne keine Gewinnerzielungsabsicht bestehen.:Art. 29 Sie können durch natürliche Personen, juristische Personen sowie Vereinigungen ohne eigene Rechtspersönlichkeit gegründet werden, solange sich deren Wohn- oder Geschäftssitz in Polen befindet, sowie durch ausländische Arbeitgeber.:Art. 35
Im Gegensatz zum Powszechne Towarzystwo Emerytalne erfolgt hier die Benennung des Vorstandes durch den Aufsichtsrat statt durch die Hauptversammlung.:Art. 40
Pracownicze Towarzystwa Emerytalne sind zudem verpflichtet, Funktionen zum Risikomanagement und zum internen Audit einzurichten.:Art. 42a–d
Mindestens die Hälfte der Aufsichtsratsmitglieder wird durch diejenigen Arbeitnehmer gewählt, auf deren Pensionskonten in den zwölf der Wahl vorangegangenen Monaten Beiträge eingezahlt wurden.:Art. 45